# Pegnitzhütte
Die Pegnitzhütte war eine Eisengießerei in Pegnitz, die sich mit dem Bau von Wasser-, Dampf- und Gasarmaturen aller Art, Hydranten, Pumpen sowie mit der Herstellung von Rohguss beschäftigte und von 1890 bis 1959 existierte. Danach ging die AMAG-Hilpert-Pegnitzhütte AG mit den Werken Nürnberg und Pegnitz in der Klein, Schanzlin und Becker AG (KSB) auf.
Der Begriff Pegnitzhütte war ursprünglich die Bezeichnung für das 1890 gegründete Pegnitzer Werk allein, tauchte aber seit 1927 auf Briefköpfen als Name für das Gesamtunternehmen auf, lange bevor dies 1939 der amtliche Firmenname wurde: AMAG-Hilpert-Pegnitzhütte Nürnberg.

## Prägende Persönlichkeiten

### Richard Kuhlo
Der AMAG-Generaldirektor Richard Kuhlo emittierte in den Jahren 1890 bis 1898 zur Finanzierung der umfangreichen Investitionen, vor allem für Kauf und Ausbau der Werke in Pegnitz und Wien, in mehreren Schritten neue Aktien. Er erhöhte das Eigenkapital auf 5 Millionen Mark und nahm 1898 1,2 Millionen Mark Fremdkapital auf. Das veränderte langfristig die Eigentümerstruktur.

### Albert Gallisch
In den Jahren 1920 bis 1936 leitete der Marine-Oberstabsingenieur a. D. Albert Gallisch das Zweigwerk in Pegnitz. Die Belegschaftsziffer schwankte damals zwischen 400 und 600. Der mechanischen Werkstatt war eine Gießerei von etwa 500 t monatlicher Leistung angegliedert, die den Guss für Eigenbedarf, für das in Nürnberg befindliche Stammhaus und für Kunden lieferte.

### Hans Gentner
Die herausragende Stellung der Arbeiterbewegung in Pegnitz bis in die zweite Hälfte des 20. Jahrhunderts hinein ist zu wesentlichen Teilen der Persönlichkeit von Hans Gentner zuzuschreiben, der zeitweilig als Pegnitzer Bürgermeister fungierte.

## Unternehmerische Entwicklung

### Vorgeschichte in Nürnberg
Am 1. Mai 1854 gründete der Rotgießermeister Johann Andreas Hilpert (1829–1873) in Nürnberg eine eigene Firma, die am 2. Juli 1889, 16 Jahre nach seinem Tod, von seinen Erben in eine Aktiengesellschaft umgewandelt wurde mit dem Namen Armaturen- und Maschinenfabrik Aktiengesellschaft, vormals J. A. Hilpert, kurz AMAG Hilpert.

„Bis heute werden mit dem Begriff Amag in Pegnitz die Fabrikanlagen verknüpft, die den KSB-Standort Pegnitz ausmachen. Diese liegen an der „Amag-Hilpert-Straße“, und der Straßenname erinnert an die Zeiten, in denen die Nürnberger Aktiengesellschaft entlang der nach ihr benannten Straße ihre große Fabrik betrieb und in der Pegnitzer Öffentlichkeit der Begriff KSB (noch) weitgehend unbekannt war.“

### Vorgeschichte in Pegnitz

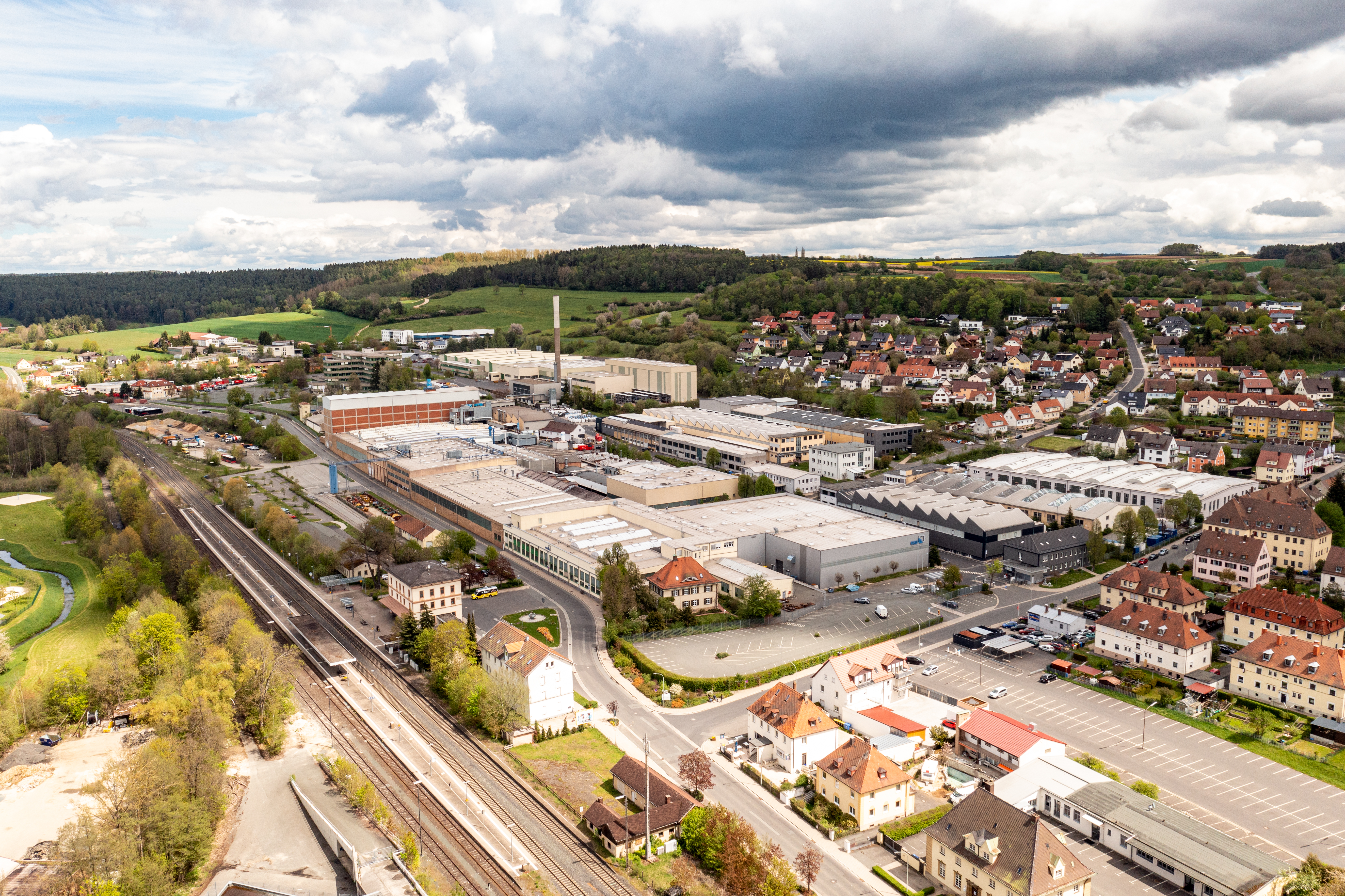
Ehem. Pegnitzhütte, heute KSB, Mai 2021

Zu den Naturschätzen der Pegnitzer Gegend gehören Farberden. Diese lockten ein französisches Unternehmen in die Stadt. Es erwarb 1881 gegenüber dem neuen Bahnhof von Pegnitz ein Gelände und baute zunächst östlich von Pegnitz bei den Dörfern Troschenreuth und Sassenreuth die in der geologischen Juraformation Dogger-Beta anstehenden roten und gelben Farberden (Rötel, Bolus) in einer sogenannten Bruchhütte ab. Für die Weiterverarbeitung zu Erdfarben errichtete diese Firma 1882 eine „große Fabrik“ am neuen Pegnitzer Bahnhof, die „Pegnitzhütte“. Die Pariser Firma florierte jedoch nicht und stellte schon zwei Jahre später 1884 ihren Betrieb ein. Der Name Pegnitzhütte aber ist seit jener Zeit mit diesem Ort verbunden.
Nach der Zwangsversteigerung der französischen „Dampffarbmühle“ mit 2.100 Tonnen roher und gemahlener Farberden folgte im März 1885 die Versteigerung der Pegnitzmühle, die zunächst an ein örtliches Konsortium ging.
Im November 1885 erwarben die Nürnberger Kaufleute Alfred Merkel und Wilhelm Kauffmann die Fabrikanlage, und schon bald war im örtlichen Anzeigeblatt zu lesen, dass „die Abbrucharbeiten an der ehemaligen Farbenfabrik dahier“ bereits begonnen haben und dass „die nothwendigsten baulichen Veränderungen, sowie die Einrichtungen, die für eine Drahtfabrik erforderlich sind, im Laufe des Winters bewerkstelligt werden, und hoffen die Herren Unternehmer, bis zum Monat März mit der Fabrikation beginnen zu können“.
Mit etwa 25 Beschäftigten begann im Frühjahr 1886 die Firma F. C. Merkel die Produktion von leonischen und Kupferdrähten. Die niedrige Beschäftigtenzahl in der „großen Fabrik“ offenbarte früh das geringe wirtschaftliche Potential des Unternehmens. Die geschäftlichen Erwartungen sowohl der Farben- als auch der Drahtfabrik in Pegnitz erfüllten sich nicht. Die Gründe für das Scheitern dieser Unternehmen nach jeweils kurzer Zeit sind nicht bekannt.
Zwei Jahre später, am 28. Oktober 1889, gab Wilhelm Kaufmann, der Teilhaber der Firma F. C. Merkel, beim Bezirksamt Pegnitz ein Gesuch zu Protokoll, in seiner Pegnitzer Fabrik eine Eisengießerei einrichten zu dürfen. Tatsächlich wollte die Firma F. C. Merkel keine Gießerei aufbauen, sondern ihr brachliegendes Werk verkaufen, und für den Kaufinteressenten – Richard Kuhlo von der Nürnberger AMAG – war entscheidend, dass er in der Fabrik eine Eisengießerei betreiben konnte und nicht mit Hindernissen rechnen musste.

### Gründung und Ausbau des Zweigwerks Pegnitz
1890 wurde die Eisengießerei in Pegnitz gegründet. Standortvorteile waren:
- Gleisanschluss
- niedrige Lohnkosten
- günstiger Kaufpreis der vorgefundenen und geeigneten Fabrikgebäude
- einfache Verfügbarkeit von Wasser und Sand.[11]

Da die Zeit für die Errichtung neuer Gebäude nicht abgewartet werden musste, waren schon vier Monate nach dem Abschluss des Kaufvertrages für die Fabrik zwei Kupolöfen betriebsbereit. Am 25. Juni 1890 wurden sie in Betrieb genommen und die AMAG begann mit 40 Arbeitern die Produktion in Pegnitz.
Die Hoffnung auf Steigerung des AMAG-Reingewinns durch das Pegnitzer Zweigwerk ging zwei Monate nach Produktionsbeginn am 16. August 1890 in den Flammen eines Großbrandes unter. Ein überhitzter Trockenofen hatte das Holzdach der Gießerei entflammt. Weil die Versicherungen in Ordnung waren, konnte der rasche Wiederaufbau mit feuerfestem Dach schon 1891 abgeschlossen werden. Der schwere Brandschaden hatte eine erhebliche Umgestaltung der Fabrik zur Folge.
In den Werken Pegnitz und Nürnberg arbeiteten im Jahr 1898 insgesamt 1.500 Menschen, die meisten am Standort Nürnberg. Pegnitz mit seinen damals ca. 400 Mitarbeitern war nur eine relativ kleine Zweigstelle mit dem Schwerpunkt Gießerei. Doch auch dieser Zweigbetrieb war für die damalige Zeit ein „Großbetrieb“ und das Gesamtunternehmen mit seinen weit mehr als 1.000 Beschäftigten ein „Riesenbetrieb“. Mit einem Umsatzerlös von 8,1 Mio. Mark (1898) und 9,5 Mio. (1899) gehörte das Unternehmen zur bayerischen Großindustrie.

### Besonderheiten im Pegnitzer Betrieb
Die Pumpenfertigung wurde im Nürnberger Werk konzentriert und die Armaturenfertigung zunehmend nach Pegnitz verlagert. Die Pegnitzer Gießerei hatte beide Werke mit dem benötigten Grauguss zu versorgen.
Für den Aufbau der Armaturenfertigung brauchte man (Eisen-)Dreher und (Maschinen-)Schlosser, und diese mussten ebenfalls von außerhalb der Stadtgrenzen kommen und sogar im nicht-bayerischen „Ausland“, etwa in den mitteldeutschen Industrieregionen angeworben werden. So war der erste Vorsitzende des 1898 gegründeten Sozialen Partei-Vereins (gemeint ist der Sozialdemokratische Verein) ein Schlosser aus Sachsen, ein „Revisor“ des Vereins stammte aus Magdeburg. Diese Männer brachten neben ihrer beruflichen Kompetenz als Metallfacharbeiter auch eine ausgeprägte politische Überzeugung mit.
Um dem Fachkräftemangel zu begegnen, begann die Fabrik sogleich mit der betrieblichen Ausbildung. Am 8. März 1891 befanden sich bereits vier Lehrlinge in der Pegnitzhütte, von denen einer das 14. Lebensjahr noch nicht vollendet hatte. Zu diesen Lehrlingen „der ersten Stunde“ gehörte auch Hans Gentner, der spätere Bürgermeister von Pegnitz.
Der Konjunkturaufschwung im Deutschen Reich führte zu einem raschen Ausbau der Produktionskapazitäten in Pegnitz. Die inzwischen „zahlreichen Arbeiter“ begrüßten im Juni 1908 den bayerischen Kronprinzen Ludwig „mit Hochrufen“, als dieser seine Reise nach Bayreuth für einen „erlauchtesten Besuch“ der Stadt Pegnitz unterbrach und bei der Gelegenheit auch der Pegnitzhütte einen Kurzbesuch abstattete.

### Umstellung auf Kriegsbedarf
Der Erste Weltkrieg beendete die „goldenen Jahre“ zwischen 1895 und 1913 – jenen langlebigen Konjunkturaufschwung, der Deutschland in das Spitzentrio der Industriestaaten getragen hatte und Pegnitz in die „Liga“ der (kleinen) Industriestädte. Aus den 40 Arbeitern, mit denen die Fabrik 1890 in Pegnitz begann, waren bis 1914 über 400 geworden. Für die AMAG-Arbeiter wirkte es sich vorteilhaft aus, dass ihr Betrieb in die deutsche Rüstungsindustrie einbezogen wurde.
Mit Beginn des Ersten Weltkriegs musste das Werk seine Produktion auf Kriegszwecke umstellen. Das waren nicht nur Schiffskreiselpumpen für die Kaiserliche Marine, sondern auch Artilleriegeschosse. Die Pegnitzhütte richtete ihren Betrieb auf den Kriegsbedarf ein und stellte Granaten und Wurfminen her. Dafür musste die Fabrik sowohl personell als auch maschinell expandieren. 1915 wurde ein dritter Kupolofen in Betrieb genommen. Zeitweise wurde zusätzlich in Nachtarbeit gearbeitet.
Insgesamt war der Krieg für die Rüstungsunternehmen höchst profitabel. Die (indirekte) Beteiligung am U-Boot-Bau brachte der AMAG positive Impulse für die Fortentwicklung der Kreiselpumpe, deren Gussteile in Pegnitz produziert wurden. In den Kriegsjahren gelangen die ersten Schritte, mit der Kreiselpumpe auch Säuren zu fördern, wodurch neue Geschäftsfelder in der sich nach dem Krieg kräftig entwickelnden chemischen Industrie erschlossen wurden.

### Anschluss an die VAG
1925 wird die AMAG Gründungsmitglied der „Vereinigten Armaturen-Gesellschaft mbH (VAG)“, an der neben fünf weiteren Firmen sowohl AMAG-Hilpert als auch die „Klein, Schanzlin & Becker AG“ in Frankenthal (KSB AG)” beteiligt waren. In der kartellartigen Vertriebsgesellschaft wurden die Produktionsprogramme abgesprochen und so der Wettbewerb zwischen den Mitgliedern eingeschränkt. Dem standen gesamtwirtschaftliche Vorteile gegenüber: Schieber und Hydranten wurden in DIN-Normen gefertigt, dies ermöglichte größere Produktionsserien und damit günstigere Herstellungskosten. Sowohl die VAG-Gründung als auch der Zugriff von KSB auf die AMAG-Aktien fallen in eine Zeit, in der in Deutschland ein zunehmendes Streben nach Marktbeherrschung und Wettbewerbsbeseitigung zu Kartellbildungen und Unternehmenskonzentration führten.

### Übernahme durch die KSB

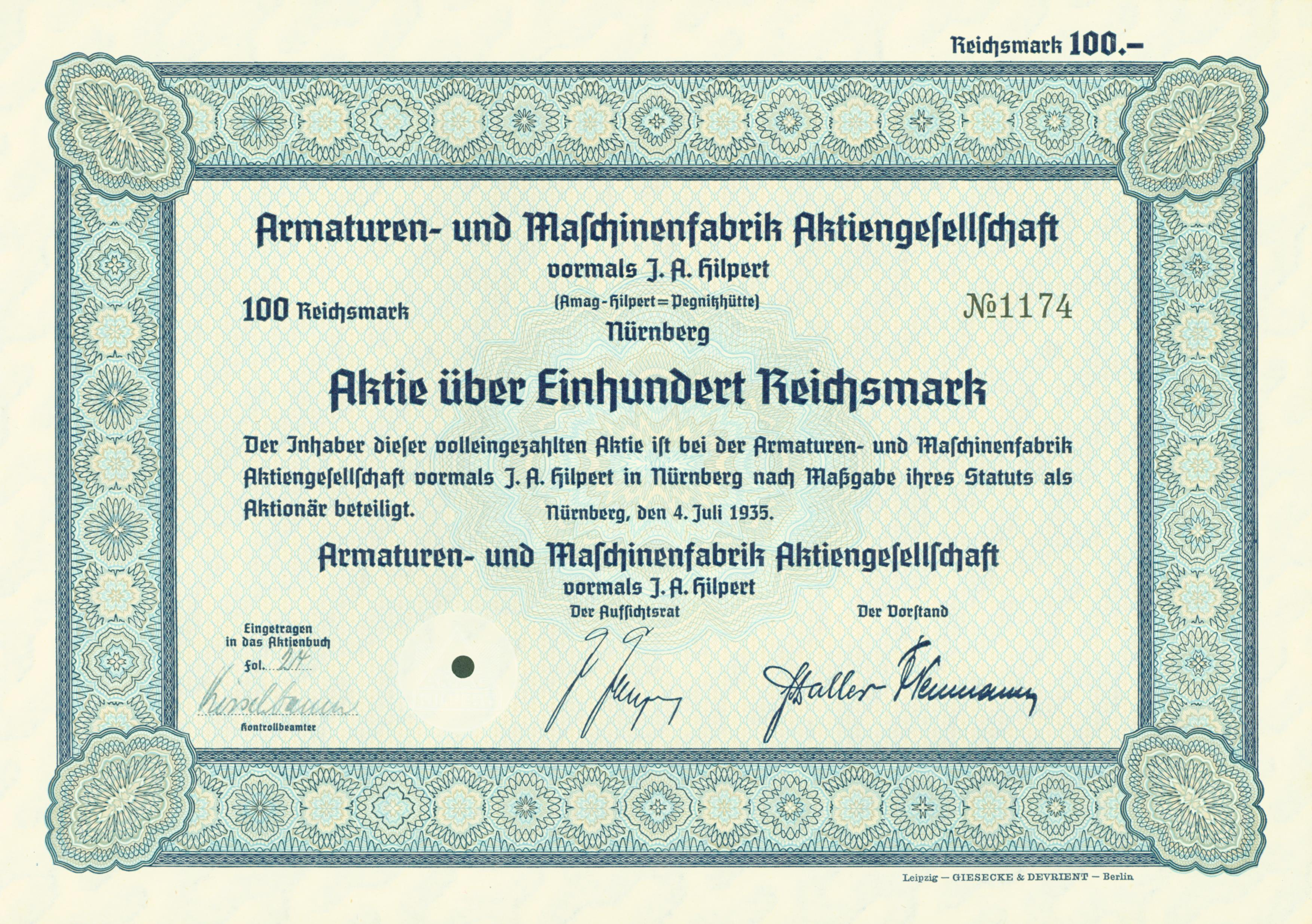
Aktie über 100 RM der AMAG-Hilpert-Pegnitzhütte AG vom 4. Juli 1935

Die Aktienmehrheit an der AMAG-Hilpert-Pegnitzhütte AG erwarb 1930 der Generaldirektor der Firmengruppe Klein, Schanzlin & Becker AG (KSB), Jacob Klein. Klein führte die Serienfertigung von Armaturen und Pumpen ein. Insbesondere die Einführung von Normpumpen für die chemische Industrie war sein Verdienst.
Zum 100-jährigen Firmenjubiläum 1954 schrieb der Wirtschaftsjournalist Gert von Klass:

„Für die AMAG-Produktion ist es nicht ohne Bedeutung, dass die fabrikmäßige Herstellung von Armaturen und Pumpen aus dem alten Nürnberger Rotgießer-Handwerk hervorgegangen ist und dass die AMAG sich aus diesem Handwerk zu ihrer heutigen Geltung entwickelt hat. Nach wechselvollen Schicksalen, wie sie die deutsche Geschichte in den letzten hundert Jahren mit sich brachte, gehört die AMAG heute zur Gruppe KSB, einer Firmengemeinschaft auf dem weiten Feld der Armaturen, Pumpen und Kompressoren, wo sie den ihr gemäßen Platz gefunden hat.“

## Industrielle Entwicklung
Die Werke in Pegnitz und Nürnberg stützten sich auf folgende Erfindungen und technische Entwicklungen:

### Neumannsche Evolventenpumpe
Die wirtschaftlichen Erfolge der AMAG wurden wesentlich von der Kreiselpumpe geprägt, an deren Entwicklung der AMAG-Ingenieur Fritz Neumann großen Anteil hatte. Bis zum Ausbruch des Ersten Weltkriegs stieg der Absatz dieses Pumpentyps nicht nur in Deutschland an, die Neumannsche Evolventenpumpe wurde auch zum Exporterfolg und arbeitete in den Bewässerungssystemen Ägyptens ebenso wie in mexikanischen Bergwerken. Die Nürnberger AMAG Hilpert war mit ihren Exporten und ausländischen Werken und Niederlassungen an der Globalisierungswelle beteiligt, die sich vor dem Ersten Weltkrieg herausgebildet hatte.

### Waltersche Panzerung
Der frühere Betriebsleiter der AMAG, Richard Walter, hatte auf dem Gebiet der Metallurgie wichtige Erfindungen gemacht und sie sich durch Patente schützen lassen. Zu ihnen gehört das Panzerungspatent, das sich auf den Vorgang bezieht, normalen Stahlguss durch Auflegierung hochwertiger Materialien wie Chromnickelstahl zu veredeln und verschleißfester zu machen. Dichtungsringe in solcher Ausführung zeigten sich bei Dampfabsperrventilen als sehr widerstandsfähig gegen die Einwirkung von Heiß- und Sattdampf. Später erwies es sich, dass diese Dichtungsringe nicht genügend fest in die Ventile eingebaut werden konnten und sich durch die großen Temperaturunterschiede wieder lockerten. Dadurch wurde der Wert der Absperrventile stark herabgemindert.

### Kragensitze
Dem Betriebsleiter der AMAG, Karl Israel, gelang im Jahre 1928 eine Erfindung, der zufolge die Absperrventile mit einem unmittelbar aus dem Material des Ventilkörpers kragenartig herausgearbeiteten Sitz ausgestattet wurden. Auf die Stirnseite dieser Kragensitze wurde die Waltersche Panzerung auflegiert, die danach mit dem Kragensitz eine untrennbare Einheit bildete und weder durch Wärmeunterschiede noch durch mechanische Kräfte gelöst werden konnte. Damit wurden die Panzerabsperrventile geschaffen, die nun serienmäßig hergestellt werden konnten und sich bald eines ausgezeichneten Rufes erfreuten.

### Freiflussventil
Weitere Fortschritte wurden erzielt durch die Ausnutzung eines Patentes des Dipl.-Ing. Knupfer, das ein Absperrventil mit geradem widerstandsfreien Durchgang und schräger Spindel schützt. Als sogenanntes Freifluss-Ventil ging es in das Produktionsprogramm der AMAG ein. Die Vorzüge dieser neuen Armaturen waren so groß, dass ihr Absatz in der chemischen Industrie und im Kraftwerksbau bei Überwindung der Weltwirtschaftskrise in den Jahren 1929 bis 1932 eine gewichtige Rolle spielten.

### Thermisilid
Im Jahre 1922 gewann noch ein weiteres Patent Richard Walters für die AMAG große Bedeutung. Er entwickelte eine säurefeste Legierung, die er Thermisilid nannte. Er überließ die Ausnutzung dieses Patentes der Firma Fried. Krupp in Essen. Der Initiative von Fritz Schaller verdankte die AMAG ein Abkommen mit Krupp, in dem die Essener Firma sich verpflichtete, Gussstücke aus Thermisilid für Pumpen und Armaturen nur an die AMAG zu liefern. So entstanden bei der AMAG Sonderbauarten für diese Erzeugnisse, die sich bei der chemischen Industrie schnell einführten.

### Krupp-Legierungen
Noch wichtiger wurde eine weitere Krupp-Legierung, die Chrom-Nickel-Legierung V2A, die besonders säurefest ist. Auch für sie erhielt das Unternehmen ein Vorzugs-Belieferungsrecht. Die anfänglichen Absatzschwierigkeiten, die sich aus dem hohen Preis für die Legierungen ergaben, fielen bald weg, als die Abnehmer feststellten, dass Säurepumpen und Säurearmaturen aus solchem Material so gut wie unverwüstlich sind.
Diese Legierungen trugen ebenfalls erheblich dazu bei, dass sich die AMAG in der Weltwirtschaftskrise widerstandsfähig erwies, besonders weil auch hier die Entwicklung noch weiterging. Da sich die Kruppsche V2A-Legierung nicht als beständig gegen schwefelige Säuren erwies, die besonders in der Zellstoffindustrie eine große Rolle spielten, entwickelte Krupp die V4A-Legierung – Chromnickel-Molybdän –, durch die das Säureprogramm der AMAG eine wertvolle Abrundung erfuhr.

## Sozialräumliche Entwicklung
Mit der Industrieansiedlung von 1890 begann der Wandel der agrarisch und kleingewerblich geprägten Stadt Pegnitz in eine Industrie- und Arbeiterstadt. Mit der Zunahme der Wohnbevölkerung ging eine Veränderung im gesellschaftlichen Gefüge einher: Zu den einheimischen Ackerbürgern und Handwerkern mit (meist) bescheidenem Besitz und tradierter Lebensweise stießen die zugewanderten Fabrikarbeiter mit Berufen, die den Einheimischen weitgehend unbekannt waren. Und sie brachten eine wenig „bürgerliche“ Weltsicht mit, mit der sich die wenigsten der Alteingesessenen identifizieren wollten.

### Verschiebungen in der Kleinstadtgesellschaft
Das alte Pegnitz bestand aus zwei Teilen: Dem älteren „Marktflecken“, eben die Altstadt, und etwa 350 m nördlich davon die Neusiedlung, welche erst im 14. Jahrhundert planmäßig angelegt wurde. Dieser geografischen Teilung entsprachen trotz der formellen rechtlichen Gleichberechtigung der Einwohner auch sozio-ökonomische Unterschiede. Den eher gut situierten „Ackerbürgern“ der „Stadt“ standen die ärmeren Altenstädter gegenüber.
In der Pfarrchronik von 1916/17 beschrieb der evangelische Pfarrer die Sozialstruktur der Pegnitzer Bevölkerung. Danach siedelte in der Stadt das Kleinbürgertum, zum großen Teil wohlhabende Geschäftsleute wie Bäcker, Metzger, Wirte, Kaufleute, und viele von ihnen betrieben zusätzlich Landwirtschaft. Diese schauten mit einer „gewissen Geringschätzung“ auf die Bauern im ländlichen Teil der Pfarrei.
Für die allermeisten Bauern stellte der Landbesitz nur einen Rückhalt, nicht aber eine hinreichende Existenzgrundlage dar. Viele mussten als kleingewerbliche Handwerker oder durch Lohnarbeit zusätzliches Einkommen erwirtschaften. Der bescheidene Grundbesitz gab die Möglichkeit zur Subsistenzwirtschaft und gewährte in den Ernährungskrisen des Ersten Weltkriegs („Steckrübenwinter“) und bald nach 1945 eine relativ sichere Existenzgrundlage.
Mit der prosperierenden Fabrik entstand Nachfrage nach vielfältigen Leistungen des Pegnitzer Kleingewerbes. Das produzierende Handwerk, z. B. Baugeschäfte und Spenglereien, verdiente an den Aufträgen, die die AMAG bei Ausbau und Instandhaltung sowie für den laufenden Betrieb ihrer Fabrik an örtliche Betriebe vergab. Auch die Pegnitzer Lebensmittelhandwerker und Einzelhändler zogen ihren Vorteil aus der Nachfrage der AMAG-Mitarbeiter nach Nahrungsmitteln.

### Struktur der AMAG-Belegschaft
Obwohl die AMAG-Arbeiter weitgehend eine politisch homogene Gruppe bildeten, gab es innerhalb der Belegschaft eine soziale Differenzierung: In der Satzung des Arbeiterausschusses wurden im Jahr 1905 die acht Berufsgruppen aufgelistet, die jeweils mit einem Vertreter im Arbeiterausschuss vertreten sind: Schreiner, Former, Maschinenformer, Kernmacher, Putzer, Dreher, Schlosser und Modellschlosser. Auch innerhalb dieser Facharbeitergruppen wurde je nach Qualifikationsniveau und Berufserfahrung weiter differenziert. Der ältere qualifizierte Vorarbeiter stand in Sozialprestige und Einkommen deutlich über dem Tagelöhner.
„Oberhalb“ der Facharbeiter waren die Angestellten angesiedelt, im Betrieb schon äußerlich am hohen Stehkragen erkennbar. Die Angestellten waren in der Arbeitsordnung von 1905 definiert als Personen, „welche gegen feste Bezüge dauernd zur Leitung oder Beaufsichtigung des Betriebes oder einer Abteilung desselben beauftragt oder mit höheren technischen Dienstleistungen betraut sind.“
Die Pegnitzhütte war nur eine vergleichsweise kleine „Zweigstelle“. Die Unternehmensleitung und der Großteil der Büroeinheiten befanden sich in Nürnberg. Dort wurde der überwiegende Teil der kaufmännischen und technischen Angestellten beschäftigt. Insgesamt dürfte der Angestelltenanteil an der Belegschaft vor dem Ersten Weltkrieg bei 20 % gelegen haben.
Obwohl in ihrer sozioökonomischen Stellung innerhalb ihrer Gruppe noch stärker differenziert als die Arbeiter waren die Angestellten in mehrfacher Hinsicht gegenüber den Arbeitern privilegiert. Den Nachweis der täglichen Anwesenheitszeit durch das Betätigen einer „Stechuhr“ verlangte die AMAG nur von ihren Arbeitern. Erst die Einführung der „flexiblen Arbeitszeit“ in den 1970er Jahren beendete diese Ungleichbehandlung.
Für ihre Angestellten errichtete das Unternehmen 1915 in Pegnitz ein „Beamten-Kasino“, das ab 1920 als „Direktions-Villa“ genutzt wurde. Für die Arbeiter bestand seit 1910 ein eigener „Essraum mit Kantine“.
Während Angestellte und Beamte Anspruch auf eine Woche bezahlten Urlaub hatten, war ein solcher für Arbeiter vor 1914 eine Rarität, und Angestellten wurde bei Krankheit das Gehalt vom Unternehmen sechs Wochen lang weiterbezahlt. Mit diesen Privilegien versuchte man, die Angestellten für die „reichsfreundlichen“ Parteien und die Staatsregierung zu gewinnen. Ganz überwiegend folgten sie dem bürgerlichen Vorbild.
Für die Arbeiter war ein „Aufstieg“ zum Angestellten erstrebenswert, so konnte zum Beispiel ein Facharbeiter mit der Versetzung in die Arbeitsvorbereitung in das „Angestelltenverhältnis“ übernommen werden.

### Pegnitzer Klassengesellschaft
Obwohl die AMAG für die Pegnitzer Handwerker kein unmittelbarer Konkurrent war, hat die industrielle Produktionsweise insgesamt auch das Handwerk in vielfältiger Weise beeinflusst. Nicht wenige Gewerke wurden durch die industrielle Produktionsweise obsolet. Ihr sozioökonomischer Abstieg vereinte die davon betroffenen Menschen mit der Industriearbeiterschaft. Möglicherweise sind im gleichen Ausmaß, wie Teile der Angestellten dem bürgerlichen Lager zuwuchsen, aus diesem Handwerker und Kleinstlandwirte ausgeschieden. Diese und ländliche Tagelöhner konnten ihre wirtschaftliche Situation verbessern, wenn sie sich in dem neuen Industriebetrieb verdingen konnten. Den (größeren) Bauern in Pegnitz und seinem Umland war mit der Industrieansiedlung ein Konkurrent um billige Arbeitskräfte entstanden. Deshalb wurde die AMAG-Ansiedlung von der Landwirtschaft insgesamt abgelehnt.
Eine „Verstärkung“ des Teils der Pegnitzer Bevölkerung, der der Arbeiterschaft zuzurechnen war, brachten ca. 200 Bergleute, als mitten im Ersten Weltkrieg wegen der Blockade durch die Alliierten und dem allgemeinen Rohstoffmangel der Abbau der bei Pegnitz anstehenden oolithischen Doggereisenerze durch die oberschlesische „Donnersmarckhütte“ aufgenommen wurde.
Noch 1918, im letzten Kriegsjahr, wurden beachtliche Baumaßnahmen in Pegnitz begonnen, die 1921 fortgesetzt wurden. Die Zeche musste jedoch schon 1923 geschlossen werden. Auch ohne diese Bergleute war Pegnitz allein wegen der Pegnitzhütte eine ausgeprägte Industrie- und Arbeiterstadt geworden.
Nach 1935 begann der Abbau der nicht sehr hochwertigen Erze erneut und in größerem Umfang. Die über 600 Bergleute verstärkten das proletarische Element in der kleinen Stadt ganz erheblich. Jedoch konnte dies wegen der seit 1933 betriebenen Gleichschaltungspolitik des NS-Staates gesellschaftspolitisch nicht mehr wirksam werden.
Erwin Raschke urteilte 2017:

„In der deutschen Gesellschaft verstärkte sich vor allem nach 1890 – da begann in Pegnitz gerade die ‚Arbeiterzeit‘ – die Formierung der Arbeiterschaft zu einer sozialen Klasse, und dem linken Proletarier, dem ‚vaterlandslosen Gesellen‘, wurde ein ‚inferiorer Platz in der Reichsnation zugewiesen‘. Die ‚Bürger‘ waren im Vergleich zu den Fabrikarbeitern die wirtschaftlich und sozial Begünstigten. Das bürgerlich-konservative Gegenlager, in Pegnitz bestehend aus dem genannten Kleinbürgertum, einigen wenigen höheren ‚königlichen‘ Beamten (z. B. im Bezirksamt, Rentamt und Gericht) und vielleicht einem Dutzend leitender Angestellter in der Fabrik, war in der überschaubaren Kleinstadt sicher weniger ausgeprägt, doch wurden die reichsdeutschen Klassengegensätze nach der jungen Industrieansiedlung durch die Amag auch in Pegnitz deutlich.
Es ist nachweisbar, dass es von Seiten der ‚Bürgerlichen‘ deutlich abwertende Vorbehalte gegenüber den Pegnitzer Fabrikarbeitern gab. Das zeigt sich auch in der Zugehörigkeit zu jeweils eigenen Vereinen und Organisationen, und unterstützt wird die Segregation durch die getrennten Wohnquartiere: In der ‚Stadt‘ lebten die ‚Bürger‘, östlich der Bahnlinie entstanden die Arbeiterwohnhäuser und nach 1937 südlich der Stadt die abgelegene Bergarbeitersiedlung. In der Klassengesellschaft des Kaiserreichs mit ihrer zementierten Sozialhierarchie und auch noch während der ‚Ersten Republik‘ verorteten sich die einen als ‚Mittelstand‘, die anderen, die über nichts weiter als ihre Arbeitskraft verfügten, fanden sich an deren unterem Ende.“

### Herausbildung sozialdemokratischer Subkultur in Pegnitz
1890 begann im wilhelminischen Deutschland der Durchbruch der „Freien Gewerkschaften“ (dazu gehörte der Metallarbeiterverband) und der Sozialdemokratie zur Massenbewegung.
Um die Jahrhundertwende wurden in Pegnitz zahlreiche Vereine gegründet, darunter etliche, die eindeutig von Arbeitern, die fast alle in der Pegnitzhütte beschäftigt waren, geprägt wurden. Die zunehmende Dynamik und Unübersichtlichkeit der Industriegesellschaft förderten nicht nur bei den Arbeitern das Bedürfnis, in Vereinigungen der verschiedensten Art die Möglichkeit zur kollektiven Identifikation und unter Gleichgesinnten ein Gefühl von Stärke und Geborgenheit zu finden.
Am Beginn stand die Gründung einer Interessenvertretung der AMAG-Arbeiter im Betrieb. Weitere Vereinsgründungen zur Stärkung des jeweiligen Milieus folgten.

#### Die Gewerkschaftsbewegung in der Pegnitzhütte
- 1891: Filiale des Deutschen Metallarbeiter-Verbandes (DMV)
- 1907: Katholischer Arbeiterverein
- 1907: Ortsverein des Christlich-sozialen Metallarbeiter-Verbandes (CMV)

#### Expansion der Arbeitervereine in Pegnitz
- 1892: Arbeiter-Verein Pegnitz
- 1903: Christlicher Verein
- 1898: Sozialer Parteiverein
- 1902: Bürgerverein Pegnitz
- 1891: Turnverein

#### Stenographen, Radfahrer, Genossenschaften, Gesangverein
- 1904: Arbeiter-Stenographen-Verein „Arends“
- 1906: Arbeiter-Radfahrerbund „Solidarität“
- 1907: Konsumverein Pegnitz
- 1917: Pegnitzer Baugenossenschaft
- 1906: Singriege
- 1906: Volks-Chor Pegnitz 1906

### Ein AMAG-Arbeiter in seinem gesellschaftlichen Umfeld
Ewald Raschke beschrieb 2017 in seinem lesenswerten „Beitrag zur Pegnitzer Industrie- und Sozialgeschichte“ anhand eines Fotos den Lebenslauf eines typischen AMAG-Arbeiters:

„Von diesem AMAG-Arbeiter ist bekannt, dass er nach einer Lehre als Eisendreher in der Schiffswerft der Gebrüder Sachsenberg im protestantischen Roßlau an der Elbe während seiner Wanderjahre als 19jähriger in der ‚Pegnitzhütte‘ in seinem Beruf Arbeit fand und hier im Jahr 1903 sesshaft wurde. Eine Wohnstätte, vermutlich ein möbliertes Zimmer, konnte er in der Altstadt Nr. 31 anmieten. Noch im gleichen Jahr (1903) trat er dem Turnverein bei und wurde sogleich 1. Turnwart. [Das Foto] zeigt ihn im Zentrum seiner aktiven Turner. Er bekleidete diese Funktion viele Jahre, unterbrochen vom zweijährigen Wehrdienst in Eichstätt von 1904 bis 1906 und den Einsätzen als Unteroffizier zwischen 1914 und 1916 im ‚Rekrutendepot‘ Bayreuth und von 1916 bis 1918 in den Vogesen und den Karpaten.
In der Tochter eines Altstädter Schuhmachers fand er seine Ehefrau (1907). Die junge Familie lebte einige Zeit mit im winzigen Schuhmacher-Häuschen, dann in einer Mietwohnung in der Altstadt und nach 1920 in einer Wohnung der Baugenossenschaft. 1919 kandidierte er für den Pegnitzer Stadtrat auf der Liste der SPD. Um 1920 wurde er Leiter der Turnabteilung des ‚Arbeiter-Turn- und Sport-Vereins Pegnitz‘ (nach 1919 wurde eine Fußballabteilung angeschlossen und deshalb der Vereinsname erweitert). Von Anfang an war er in Pegnitz Gewerkschafter und Sozialdemokrat, ‚Arbeiter-Turner‘, Sänger im Volkschor und Mitglied bei Konsum- und Baugenossenschaft. Sein mehr als vierzigjähriges Berufsleben verbrachte er als Facharbeiter – unterbrochen von Zeiten der Arbeitslosigkeit und des Militärdienstes in ‚der Fabrik‘ (wie er das Werk stets nannte) bis zu seiner Verrentung 1949.
Sein berufliches Können verschaffte ihm Anerkennung, vielleicht sprach er deshalb zeitlebens mit Respekt vom ‚Direktor‘ Richard Kuhlo, den er wohl wiederholt im Werk persönlich erlebt hatte. Während der Leitung der ‚Fabrik‘ durch Kuhlo (bis 1918) hatte sich die wirtschaftliche Lage des Arbeiters ständig verbessert. Es traf wohl zu, dass ‚Kuhlos Leute‘ das Unternehmen als Schöpfung eines paternalistischen Fabrikherrn betrachteten.“

## Betriebswirtschaftliche Folgen der politischen Entwicklung

### Turbulenzen während der Weltwirtschaftskrise
Für die AMAG gestalteten sich die Jahre 1929/1930 nicht zuletzt durch die Panzer-Absperr-Ventile und durch die Krupp-Legierungen noch verhältnismäßig günstig. Aber gegen Ende des Jahres 1930 wirkte sich die Krise auch auf den Bereich der AMAG aus, und zwar so schwer, dass sich die Geschäftsleitung zu außerordentlichen Maßnahmen gezwungen sah. Es ging um die Frage, ob das Zweigwerk Pegnitz ganz stillgelegt werden soll, das zu dieser Zeit noch 300 Arbeiter beschäftigte.
Eine Schließung des Pegnitzer Betriebes bedeutete nicht nur die Entlassung sämtlicher Angestellten und Arbeiter, sondern auch die Abwanderung der Kundschaft zu Werken, die eine größere Widerstandsfähigkeit besaßen. Um das Äußerste zu vermeiden, ging man zur 24-Stunden-Woche über. Das bedeutete, dass sich die Einkünfte vom Direktor bis zum Lehrling halbierten. Büros und Werkstätten wurden, wo irgend angängig, zusammengelegt, die großen Kupolöfen erloschen. Direktor in dieser schwierigen Zeit war Albert Gallisch.
Zu Anfang des Jahres 1931 war die Belegschaft in Pegnitz auf 90 Mann zusammengeschrumpft, und in Nürnberg waren es nur noch 300. Aber diese entschiedenen Maßnahmen bedeuteten die Rettung der Firma. Auf der verkleinerten Basis ließ sich schon im Jahr 1931 günstiger arbeiten als im vorhergehenden Jahr, obgleich der Umsatz diesem gegenüber noch einmal um mehr als die Hälfte zurückging, und im Jahr 1932, das erst den Höhepunkt der allgemeinen Krise brachte, konnten in Nürnberg und Pegnitz schon die ersten Neueinstellungen vorgenommen werden. Dieses Jahr brachte den niedrigsten Umsatz mit 2.784.000 Mark.
Die Folgen der Krise waren wie überall auch für die AMAG schwer. Das Aktienkapital musste im Jahr 1934, dem Jahr der Generalbereinigung, erheblich reduziert werden, um die Verluste der vergangenen Jahre auszugleichen und die notwendigen Reorganisationen der Betriebsanlagen durchzuführen. Eben um diese Zeit war die Aktienmehrheit der AMAG in den Besitz der Gruppe KSB übergegangen.

### Unter nationalsozialistischem Einfluss
Das Ende der ökonomischen Talfahrt um die Jahreswende 1932/1933 zeigte sich deutlich in der AMAG, die schon vor den meisten Betrieben ihrer Branche Neueinstellungen vornehmen konnte. Dieser Trendwende folgte dann mit dem 30. Januar 1933 der politische Wechsel. Die erste deutsche Republik war an vielerlei Ursachen gescheitert und der Weg in die Diktatur geebnet. Nach der Machtübernahme der Nationalsozialisten wurde der Sozialdemokrat Hans Gentner als Bürgermeister von Pegnitz abgesetzt.
Bei der Reichstagswahl am 5. März 1933, als der Wahlkampf der Arbeiterparteien schon deutlich erschwert worden war, erreichte die SPD in Pegnitz noch 44 Prozent (im Reich 18,3 %), die NSDAP 37 % (im Reich 43,9 %). Die KPD, die bei dieser Wahl im Reich 12,3 % erzielte, hatte in Pegnitz nur einen Anteil von einem Prozent. Die Aussage des katholischen Pfarrers Franz Vogl, dass „die Nazi-Partei in Pegnitz nur eine geringe Kraft (hatte), weil Pegnitz vor dem dritten Reich zum großen Teil sozialdemokratisch war“, wird – trotz der 37 % für die NSDAP – von dem Wahlergebnis bestätigt.
Nachdem die KPD schon im März 1933, die SPD am 22. Juni 1933 verboten worden waren, gaben die anderen Parteien ihre Selbstauflösung bekannt. Um ihre Organisationen zu retten, hatten sich die freien Gewerkschaften von den politischen Zielen der SPD distanziert. Dennoch begann am 2. Mai 1933 mit der Besetzung der Gewerkschaftshäuser die Zerschlagung der Gewerkschaften. Als „Gewerkschaft“ war nur noch die „Nationalsozialistische Betriebszellenorganisation (NSBO)“ erlaubt, die seit 1931 an Zulauf gewonnen hatte. (1935 wurde die NSBO zu Gunsten der Deutschen Arbeitsfront aufgelöst.)
Die Mehrheit der AMAG-Mitarbeiter sah in der SPD ihre politische Heimat selbst in den Jahren des dramatischen wirtschaftlichen und sozialen Niedergangs am Ende der Weimarer Republik. Trotzdem hatten die Heilsversprechen von NSDAP und KPD auch unter den von der grassierenden Arbeitslosigkeit gepeinigten Arbeitern der AMAG ihre Anhänger gefunden.
Die Sozialpolitik wurde dem Leitbild der „Volksgemeinschaft“ unterworfen. Das „Gesetz zur Ordnung der nationalen Arbeit“ vom 20. Januar 1934 verbot das Koalitions- und Streikrecht und stellte die Betriebsverfassung auf eine völlig neue Grundlage. Der Betriebsrat wurde durch den „Vertrauensrat“ ersetzt, die im Betrieb tätigen Menschen bildeten die „Betriebsgemeinschaft“, die aus den „Betriebsführern“ und der „Gefolgschaft“ bestand. Entsprechend dem nun herrschenden „Führerprinzip“ wurden die beiden Vorstände in Nürnberg und der Werksleiter in Pegnitz als „Betriebsführer“ in ihren Positionen bestätigt. Diese mussten Mitglied der NSDAP oder einer NS-Organisation sein, um staatliche oder kommunale Aufträge (z. B. für Klärwerke oder Feuerlöschpumpen) bekommen zu können.
Die Betriebsführer mussten an den Sitzungen des Vertrauensrates teilnehmen. Dadurch sei bei der KSB-Muttergesellschaft in Frankenthal das Betriebsklima erheblich verbessert worden.
Die heftigen politischen Auseinandersetzungen zum Ende der Weimarer Republik, die auch in die Fabriken getragen wurden, hatten mit der „Machtergreifung“ zwangsweise ein Ende. Nach dem Verbot von Metallarbeitergewerkschaft und der beiden Arbeiterparteien konnten nur solche Beschäftigte in den Vertrauensrat entsandt werden, die von der nun absolut herrschenden Partei, im Betrieb vertreten durch die NSBO, als linientreu angesehen wurden. Vertrauensmann konnte nur werden, wer der Deutschen Arbeitsfront angehörte und die Gewähr bot, „jederzeit rückhaltlos für den nationalen Staat“ einzutreten.
Schon im Mai 1933 waren die „Treuhänder der Arbeit“ geschaffen worden, welche im Konfliktfall die unanfechtbare Entscheidung trafen. Die „Treuhänder der Arbeit“ unterstanden direkt dem Reichswirtschaftsministerium und übernahmen mit diktatorischen Vollmachten auch die Funktion der Tarifhoheit, die bis dahin die Gewerkschaften und Arbeitgeberverbände ausgeübt hatten. Sie setzten also die Löhne in den Betrieben fest. Grundsätzlich wurden sie auf dem Niveau von 1932 fixiert.
Die „Deutsche Arbeitsfront (DAF)“ wurde am 6. Mai 1933, also wenige Tage, nachdem der 1. Mai zum bezahlten gesetzlichen Feiertag erhoben und tags darauf die Gewerkschaften zerschlagen worden waren, durch die Zwangsintegration aller Arbeitnehmer- und Arbeitgeberverbände gegründet. Nach dem Führerprinzip organisiert fasste sie alle Arbeiter und Angestellten des Betriebes zusammen. Ihre Hauptaufgabe war die betriebliche Sozialpolitik, und unter dem Schlagwort „Schönheit der Arbeit“ sorgte sie sich um Mutterschutz, Bau von Werkswohnungen, Licht und Luft am Arbeitsplatz. Vorrangiges Ziel der DAF bestand darin, die Arbeiter in den nationalsozialistischen Staat zu integrieren und ihren bisherigen Organisationen den Boden zu entziehen.
Die im November 1933 gegründete DAF-Organisation „Kraft durch Freude“ (KdF) ermöglichte erstmals der Arbeiterschaft die Teilnahme an kulturellen und touristischen Freizeitaktivitäten. Ein 14-tägiger KdF-Sommerurlaub am Tegernsee kostete 54 Reichsmark, ein dreitägiger Kurzausflug zum Bodensee war mit 7,90 Reichsmark auch für Industriearbeiter erschwinglich. Parallel dazu wurde der Mindesturlaub von 3 auf 6 Tage erhöht. AMAG-Arbeiter nahmen sogar an einer Schiffsreise nach Norwegen teil. Diese Maßnahmen sowie die Überwindung der traumatisch erlebten Arbeitslosigkeit trugen wesentlich zur Regimeloyalität auch der Arbeiterschaft bei.
Diesem Ziel sollten auch Ehrungen von AMAG-Mitarbeitern dienen, die nicht ohne nationalsozialistische Propaganda abliefen.
Der Vertrauensrat des Nürnberger Werkes (er trat im Werk als „N.S.B.O – D.A.F der AMAG-Hilpert“ auf) forderte in einem Aufruf an die „Deutschen Volksgenossen“ die Belegschaft dazu auf, sich am Abend des 9. März 1934 an einem Marsch vom Werk zum „Adolf-Hitler-Platz“ (der Hauptmarkt in Nürnberg) zu beteiligen. Dort war eine „große Revolutionskundgebung“ mit dem „Frankenführer“ Julius Streicher angesetzt worden. Um eine möglichst hohe Beteiligung an dem Marsch zu erreichen, wurde drohend angefügt:

„Willst Du durch Dein Fernbleiben zeigen, dass Du der nationalsozialistischen Volksgemeinschaft nicht angehören willst, dann gehörst Du auch nicht mehr eingegliedert in die Reihen des schaffenden Deutschen Volkes.“

Für die Pegnitzer Belegschaft stellte sich diese Frage nicht. Zum einen eignete sich die kleine Stadt nicht für propagandistische Großveranstaltungen, zum andern konnten die Nationalsozialisten in der Pegnitzer Arbeiterschaft kaum Fuß fassen.

### Rüstungswirtschaft und Zwangsarbeiter
Im Gegensatz zum Ersten Weltkrieg musste das Unternehmen im Zweiten Weltkrieg die Fabrikation nicht auf Kriegszwecke umstellen.
Trotz der Zuordnung des Unternehmens zum rüstungswirtschaftlichen Komplex wurden vor allem nach Beginn des Russland-Feldzuges im Juni 1941 viele der AMAG-Mitarbeiter zum Kriegsdienst einberufen. Auch die 1941 verordnete Anhebung der wöchentlichen Arbeitszeit von 48 auf 50 Stunden konnte das nicht ausgleichen. Vermehrt wurden nun Frauen auch in der Produktion beschäftigt.
Während des Krieges wurden in Pegnitz sowohl ausländische Zivilpersonen als auch Kriegsgefangene als Arbeitskräfte eingesetzt. Die „Zivilarbeiter“ wurden in der Regel in ihrer Heimat unter Druck, unter Ausnutzung der wirtschaftlichen Not und unter falschen Versprechungen (z. B. kurze Befristung) angeworben.
Das Werk wurde in das nationalsozialistische Zwangsarbeitssystem eingebunden. 1943/44 war die AMAG in Pegnitz mit ca. 300 Zwangsarbeitern der zweitgrößte Rüstungsbetrieb in Oberfranken. Bei einer Gesamtbelegschaft von 1.790 Personen betrug der Zwangsarbeiteranteil 17 %. Zu dieser Zeit hatte die Beschäftigung von Ausländern in Deutschland seinen Höchststand erreicht und lag in der Metallindustrie durchschnittlich bei 30 %. Für den vergleichsweise niedrigen Anteil von Zwangsarbeitern an der AMAG-Belegschaft dürfte die relativ anspruchsvolle Fertigungstechnologie ursächlich sein, die ein entsprechendes Fachkräftepotential voraussetzt. Deutlich wird das in der damals stattgehabten Anforderung ziviler französischer Facharbeiter.